# اشفورد جانکشن (کالیفرنیا)
اشفورد جانکشن (به انگلیسی: Ashford Junction) یک منطقهٔ مسکونی در ایالات متحده آمریکا است که در شهرستان اینیو، کالیفرنیا واقع شده‌است. اشفورد جانکشن -۳۶ متر بالاتر از سطح دریا قرار دارد.